# Бобошко Тамара Михайлівна
Тамара Михайлівна Бобошко (нар. 23 квітня 1937, Полтава) — радянська і українська оперна співачка (меццо-сопрано).

## Біографія
Народилася 23 квітня 1937 року в Полтаві.
1965 року закінчила Одеську консерваторію, нині Одеська національна музична академія імені А. В. Нежданової — один з найстаріших вищих навчальних закладів Одеси. Педагогом по вокалу була Ольга Благовидова.
З 1965 року по 1974 рік працює солісткою в Пермському театрі опери та балету.
З 1974 року починає працювати в Харківському театрі опери та балету. Закінчила свій творчий шлях в 1991 році. Вільно володіла повноцінним звучанням в усіх вокальних діапазонах, однак найбільш її природній — контральтовий діапазон. Мала певні особливості акторського мистецтва.
Серед її партій — Одарка («Запорожець за Дунаєм» Гулака-Артемовського), Княгиня, Графиня, Ольга («Чародійка», «Пікова дама», «Євгеній Онєгін» Чайковського), Марина («Борис Годунов» Мусоргського), Кончаковна («Князь Ігор» Бородіна), Ваня ("Життя за царя"Глінки), Уляна Громова ("Молода гвардія "Мейтуса), Слава («Сестри» Кабалевського) та багато інших.